# تاوی راهن
تاوی راهن (انگلیسی: Taavi Rähn؛ زادهٔ ۱۶ مهٔ ۱۹۸۱) یک بازیکن فوتبال اهل استونی است.
از باشگاه‌هایی که در آن بازی کرده‌است می‌توان به باشگاه فوتبال نفتچی باکو، باشگاه فوتبال اکراناس، باشگاه فوتبال فلورا تالین، باشگاه فوتبال لوادیا تالین و باشگاه فوتبال پایده لینامیسکوند اشاره کرد.
وی همچنین سابقه ۷۴ بازی در تیم ملی فوتبال استونی را در کارنامه دارد.